# Перконоги
Перконогите (Pinnipedia) са надсемейство от подразред Кучеподобни.

## Класификация
- Перконоги (Pinnipedia) Illiger, 1811
  - семейство Моржови (Odobenidae) Allen, 1880
  - семейство Ушати тюлени (Otariidae) Gray, 1825
  - семейство Същински (безухи) тюлени (Phocidae) Gray, 1821